# Voivodato de Siedlce
El voivodato de Siedlce (en polaco: Województwo siedleckie) fue una división administrativa y un gobierno local en Polonia entre 1975 y 1998, reemplazado por Mazovia y Lublin. Su capital era Siedlce.

## Principales ciudades y su población
- Siedlce (74,100) (en 1995)
- Mińsk Mazowiecki (35,000)
- Łuków (32,000)